# Блокус
Блокус — абстрактна стратегічна настільна гра на спеціальній дошці для двох, трьох або чотирьох осіб, яку винайшов французький математик Бернард Тавітіан. Вперше гра вийшла у Франції 2000 року. Існують декілька різновидів блокуса: класичний (Blokus Classic), для двох (Blokus Duo або Blokus Travel), трикутний (Blokus Trigon) і тривимірний (Blokus 3D). За час свого існування блокус отримав 26 різних нагород. 

## Класичний Блокус

Набір фігур блокуса для одного з гравців

Поле класичного блокуса є квадратом, розбитим на 20 рядів по вертикалі та горизонталі, тобто складається з 400 маленьких квадратів. При грі вчотирьох кожний гравець має набір із 21 фігури поліміно свого кольору: (одне мономіно, одне доміно, два триміно, п'ять тетраміно та дванадцять пентаміно). Кольори наборів  — синій, жовтий, червоний і зелений. Гравці за чергою виставляють фігури на дошку за такими правилами. Перша фігура кожного кольору повинна зайняти (накрити) кутовий квадрат дошки. Кожну наступну фігуру цього кольору потрібно виставляти так, щоб торкнутися хоча б однієї фігури (можна більше) свого кольору кутом, але не торкнутися жодної з фігур свого кольору стороною. Фігури різного кольору можуть стикатися як завгодно. Кольори ходять в такому порядку: синій, жовтий, червоний, зелений, займаючи стартові кути поля за годинниковою стрілкою. Якщо у гравця не залишилося можливих ходів, він пропускає хід. Гру закінчено, коли ходи закінчилися у всіх гравців. Гравець заробляє стільки очок, скільки він виставив маленьких квадратів (тобто виставляння пентаміно приносить 5 очок, тетраміно — чотири очка, тощо). Якщо гравець виставив усі фігури, він отримує додатково 20 очок (якщо останньою він виставив фігуру, що складається з 1 маленького квадрата) або 15 очок (в іншому випадку). 
При грі вдвох кожний гравець грає за два кольори, один за червоний та синій, інший за жовтий та зелений. При цьому, як і раніше, фігури різних кольорів навіть одного гравця можуть стикатися як завгодно. При грі вдвох гравець повинен добре взаємодіяти двома кольорами, іноді жертвуючи виставленням кількох фігур одного кольору для того, щоб виставити всі фігури іншого свого кольору та отримати додаткові очки. 

## Блокус для двох

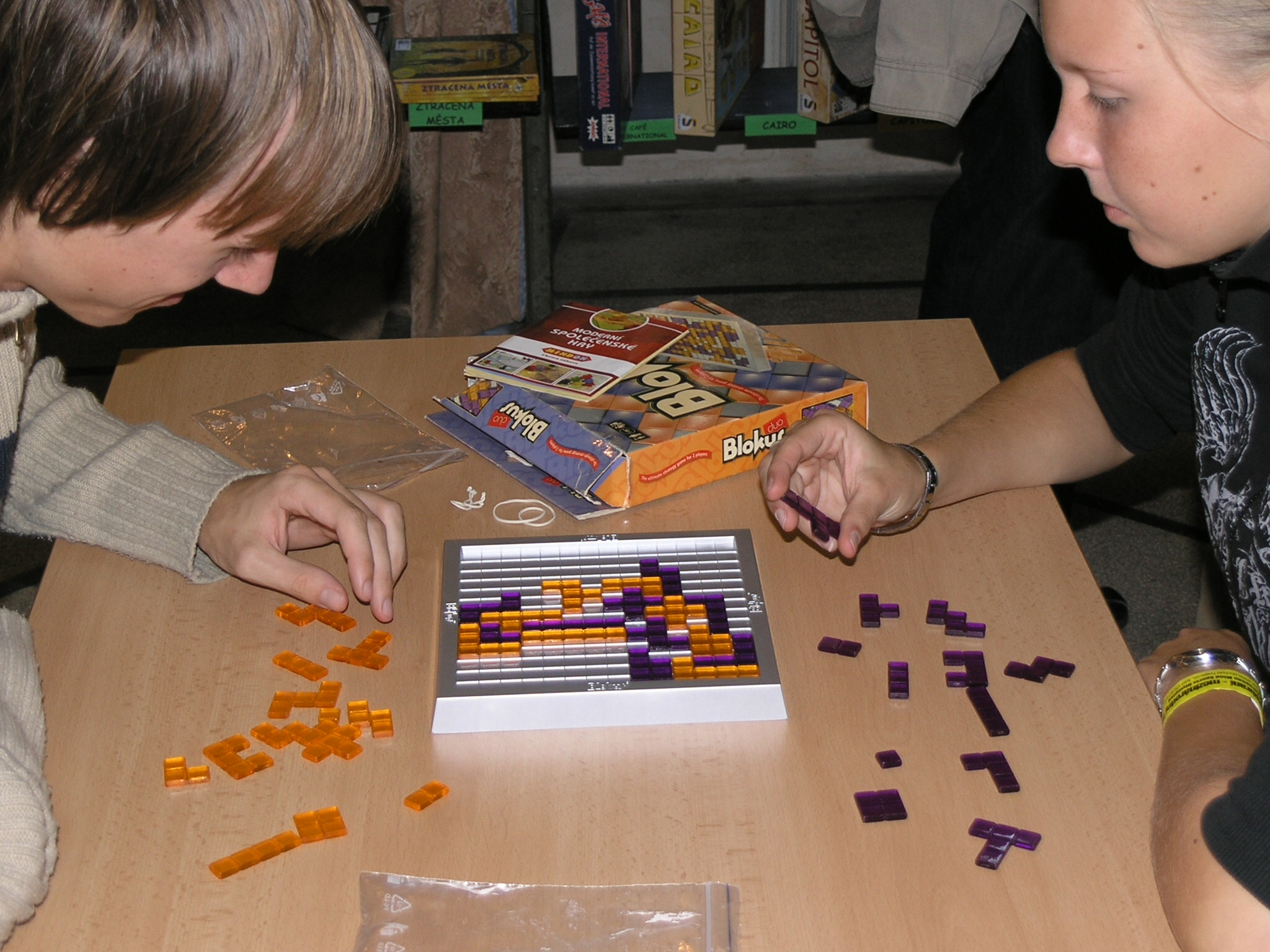
Blokus Duo

Поле цього різновиду блокуса менше (квадрат 14 на 14), і кожен гравець має по одному набору фігур, фіолетового та помаранчевого кольорів. Стартові точки знаходяться не в кутах поля, а на відстані 5 клітин від кута по діагоналі. Інші аспекти правил правил збігаються з класичним блокусом. 

## Трикутний блокус

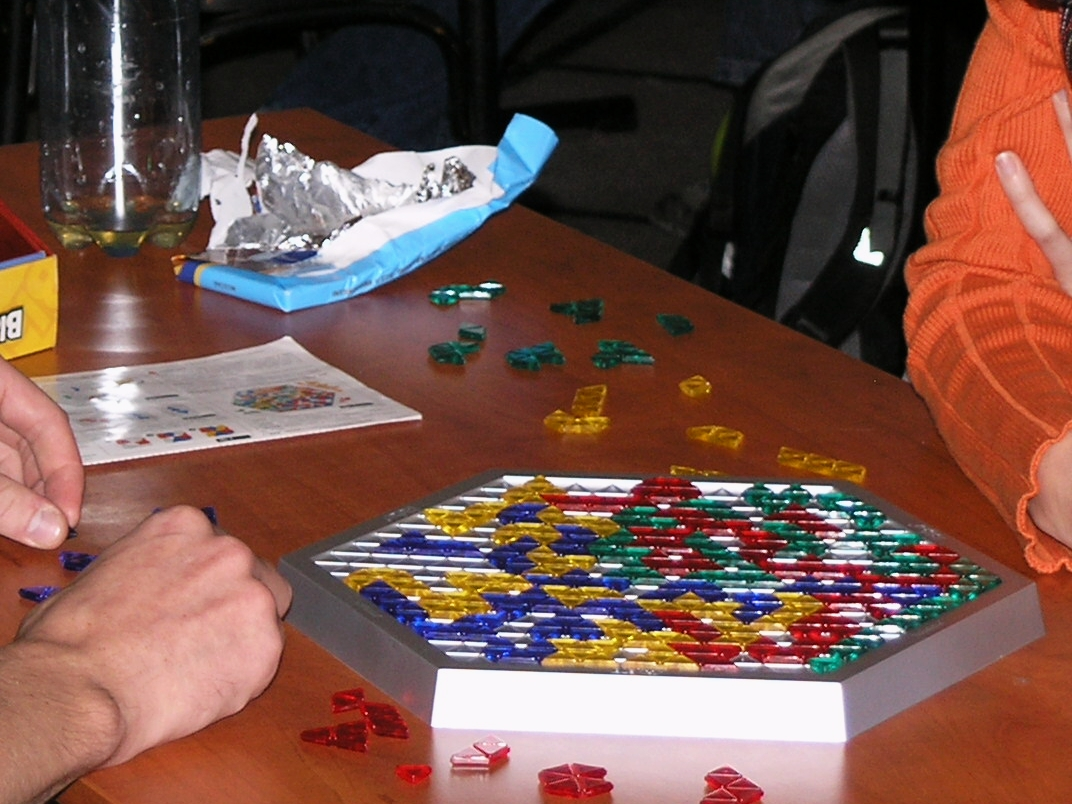
Blokus Trigon

Фігури в трикутному блокусі складаються з маленьких трикутників  (від 1 до 6), а поле є шестикутником, також розбитим на маленькі трикутники. Стартових точок шість, і кожний гравець під час свого першого ходу може вибирати з них будь-яку вільну. В іншому правила збігаються з класичним блокусом. При грі вдвох кожний гравець грає за два кольори (синій із червоним та жовтий із зеленим). Також можлива гра трьох гравців, при цьому один колір не бере. Поле при грі втрьох на 1 ряд менше (в тій версії, що виходить тепер, цей ряд має іншу фактуру). 

## Тривимірний блокус

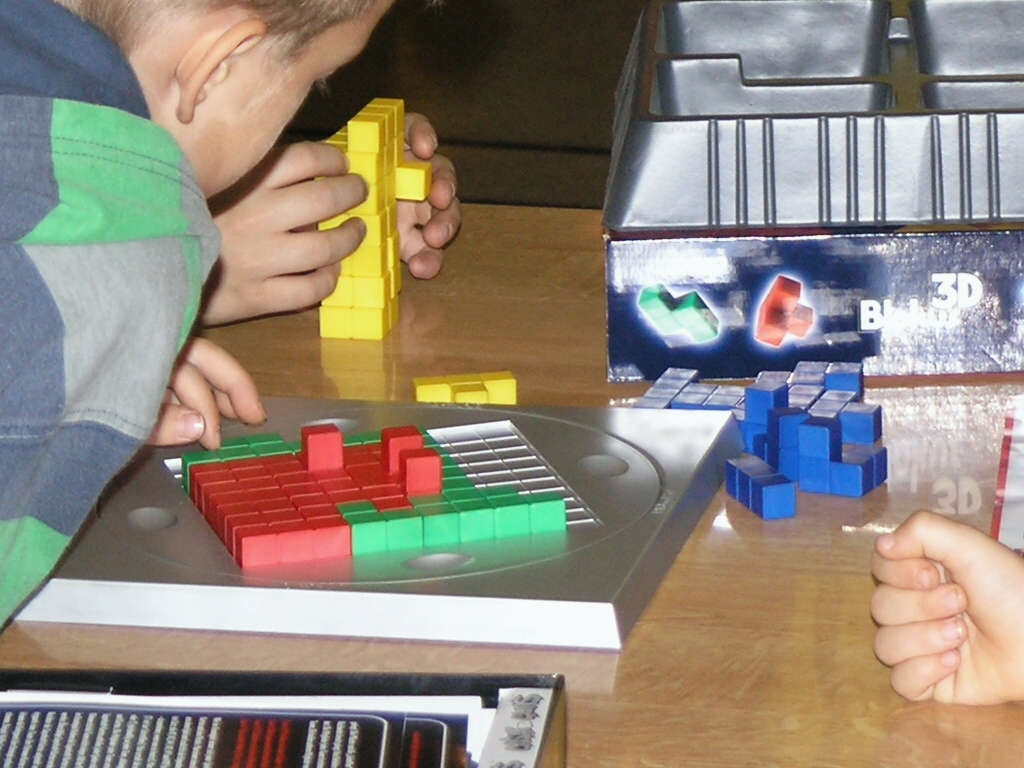
Blokus 3D

Фігури в тривимірному блокусі складаються з кубиків (двох, трьох або чотирьох, всього 11 фігур). Поле є частиною площини, розбитої на маленькі квадрати. Є чотири різних варіанти поля. Фігури викладають так, щоб під ними не залишалося порожніх місць, при цьому не перевищуючи максимальну висоту (для деяких полів максимальна висота різна в різних точках поля). У тривимірному блокусі кожна фігура свого кольору, починаючи з другої, повинна торкнутися однієї з попередніх фігур гранню (а не ребром або кутом за аналогією з класичним блокусом). Якщо гравець один раз пропустив хід, він пропускає всі ходи далі до кінця гри. Коли ніхто більше не може виставити фігуру, підраховують очки. Гравець отримує одне очко за кожну клітину, яку видно при погляді на поле зверху (при цьому вона може бути не на максимальній висоті), і втрачає одне очко за кожну не виставлену фігуру, незалежно від її розміру. У тривимірний блокус можна грати вчотирьох; удвох, по одному набору фігур для кожного гравця; удвох, по два набори фігур у кожного гравця; а також утрьох (один набір не бере). 